# Wojciech Wieteska
Wojciech „Wojtek” Wieteska (ur. 1964 w Warszawie) – polski fotograf, operator i reżyser.

## Życiorys
Ukończył studia na Wydziale Operatorskim i Realizacji TV na PWSFTviT w Łodzi. W latach 1983–1985 studiował historię sztuki w Paryżu, na Sorbonie IV oraz na Uniwersytecie Warszawskim (1985–1987). Doktorat w 2015 na macierzystej uczelni w dyscyplinie sztuk filmowych na podstawie pracy Jestem z Polski – gdzie jest dzisiaj fotografia. 
Od 1993 realizuje filmowe i fotograficzne kampanie reklamowe i społeczne; a także projekty dla instytucji państwowych i prywatnych. 
Publikuje w prasie. 
Jest autorem albumów i książek fotograficznych.
Pisze o fotografii i zajmuje się wystawami fotograficznymi w charakterze kuratora. 
W latach 2000–2015 wykładał w Europejskiej Akademii Fotografii oraz w Akademii Teatralnej w Warszawie i w PWSFTviT w Łodzi.
Od 2015 wykłada w Warszawskiej Szkole Filmowej oraz Warszawskiej Wyższej Szkole Humanistycznej.
Z dziennikarką Agatą Passent ma syna Kubę Wieteska (ur. 2006).
Jego projekty indywidualne wystawiane były m.in. w Galerii Starej ZPAF, CSW, w Muzeum Sztuki i Techniki Japońskiej „Manggha”, w galerii Lumas w Berlinie, w galerii Atlas Sztuki w Łodzi, w Galerii Le Guern, w Yours Gallery, w Leica Gallery Warszawa.
Jego fotografie artystyczne znajdują się w państwowych i prywatnych kolekcjach w Polsce, Francji, Japonii, Norwegii, Niemczech, Szwajcarii, Szwecji i Stanach Zjednoczonych.
Mieszkał w Berlinie Wschodnim (1969–1970), w Paryżu (1972–1977 oraz 1980–1985) i w Nowym Jorku (1990). Mieszka i tworzy w Warszawie.

## Niektóre projekty fotograficzne
- „Rzeczywistość”
- „Far West”
- „Tokyo”
- „N.Y.C. #02”
- „Stacja Warszawa”
- „Protest 2007”
- „Szeroki krąg”
- „Flights 91_08”
- „Jestem z Polski”
- „1944/70/2014”
- „Nailing Love”